# The Prime of Miss Jean Brodie
 The Prime of Miss Jean Brodie és una pel·lícula britànica dirigida per Ronald Neame, estrenada el 1969. Està basada en la novel·la homònima de Muriel Spark.

## Argument
Durant l'entre-guerres, una professora liberal en una escola per noies d'Edimburg instrueix les alumnes sobre les coses de la vida. Sense donar importància als assumptes que toquen a terra, els ensenya l'amor, la política i les arts. Té embolics amb dues col·legues ensenyants, cosa que acaba per saber-se i compromet la seva situació, que ha de lluitar per conservar. Creu que pot comptar en tot moment amb el suport indefectible de les seves alumnes preferides, però per una d'elles, Miss Brodie no és la seva principal preocupació, perquè comença a experimentar la vida i l'amor ella mateixa...

## Repartiment
- Maggie Smith: Jean Brodie
- Robert Stephens: Teddy Lloyd
- Pamela Franklin: Sandy
- Gordon Jackson: Gordon Lowther
- Celia Johnson: Miss Mackay
- Diane Grayson: Jenny
- Jane Carr: Mary McGregor
- Shirley Steedman: Monica
- Lavinia Lang: Emily Carstairs
- Antoinette Biggerstaff: Helen McPhee
- Margo Cunningham: Miss Campbell
- Isla Cameron: Miss McKenzie
- Rona Anderson: Miss Lockhart

## Premis i nominacions

### Premis
- 1970. Oscar a la millor actriu per Maggie Smith
- 1970. BAFTA a la millor actriu per Maggie Smith
- 1970. BAFTA a la millor actriu secundària per Celia Johnson
- 1970. Globus d'Or a la millor cançó original per Rod McKuen per la cançó "Jean"

### Nominacions
- 1969. Palma d'Or al Festival Internacional de Cinema de Cannes per Ronald Neame
- 1970. Oscar a la millor cançó original per Rod McKuen per la cançó "Jean"
- 1970. BAFTA a la millor actriu secundària per Pamela Franklin
- 1970. Globus d'Or a la millor actriu dramàtica per Maggie Smith